# Колонии Венеции
Колонии Венеции (Stato da Mar — «морские владения», или же Domini da Mar) — различные заморские (в отличие от террафермы) территории, находившиеся в разное время в той или иной форме зависимости от Венецианской республики.

## Понятие
«Stato da Mar» являлось одним из трёх типов владений республики; двумя другими было Догадо (вен. Dogado — герцогство, ducato, во главе с дожем), то есть собственно Венеция, и Терраферма (вен. Domini di Terraferma) — материковые владения в северной Италии. При этом венецианские владения в Италии считались или непосредственно частями территории республики, или временно оккупированными землями.
В научной литературе термин Domini da Mar в узком смысле употребляется применительно к подчинённым Венецианской республике территориям в Адриатике и Восточном Средиземноморье — так называемой Романии, — считавшихся владениями Византийской империи (даже в тот период, когда фактически Византии уже давно не принадлежали). В их число входили часть земель Истрии, Далмации, Негропонта, Мореи (Королевство Морея), островов Эгейского моря (герцогство Архипелага), Крита (Королевство Кандия) и Кипра.
В широком смысле термин «венецианские колонии» распространяется и на поселения венецианских торговцев, которые часто именовались подобным образом: например, у Бари, Туниса, Александрии, Брюгге и Антверпена; такие поселения, однако, не могут считаться колониями в полном смысле этого слова, поскольку находились в зависимости от венецианского государства в течение очень короткого времени или даже не находились в таковой после основания вовсе. В целом власть Республики в венецианской Романии была представлена «управлением», иначе говоря, постоянным коллегиальным органом исполнительной власти, во главе которого стоял байло (вен. Bailo — сокращённое Baiulus Venetorum in Constantinopoli et in toto imperio Romanie), он же ректор.

## Венецианская колониальная торговля
Уже к началу X века купцы из Амальфи и Венеции совершали плавания в прибрежные города Византии и исламского мира. В XI веке к этой торговле присоединяются новые города Апеннинского полуострова, такие как Пиза и Генуя. Торговля, пиратские вылазки и создание новых поселений итальянских городов-государств наиболее оживлёнными были в восточной части Средиземноморья. Именно здесь товары с Востока поступали в европейскую торговую систему. В венецианской торговле невозможно обойти такую её важную часть как работорговля. Через Венецию пролегал ряд важных путей доставки невольников в мусульманские страны (например, подунайские земли — Венеция — Северная Африка; балканский регион — Венеция — Северная Африка).
В бассейн Черного моря генуэзцы и венецианцы, а вкупе с ними пизанцы, флорентийцы, тосканцы и прочие итальянские купцы стали проникать еще в XII в.
Черноморская работорговля (доставка невольников из северного Причерноморья в Южное, а также, через Босфор — в Египет и Левант), возникновение которой бельгийский исследователь Шарль Ферлинден (англ.) относит к началу XIII века, характеризовалась как весьма серьёзное соперничество между Венецией и Генуей, доходившее вплоть до прямых военных столкновений.
Без превосходства западноевропейцев на море было бы невозможно создание колониальных форпостов и бастионов, происходившее на протяжении XI—XIII веков. Морское господство вновь и вновь обеспечивало поддержку предприятиям крестоносцев, а подчас спасало их от разгрома, что в свою очередь было поводом для получения многочисленных торговых преференций в государствах крестоносцев.
Со временем торговые форпосты итальянских купцов на Средиземноморье превратились в полновесные колонии. Это уже не были привилегированные анклавы в приморских городах под эгидой крестоносных королей, римских (византийских) императоров или мусульманских султанов, а автономные территориальные образования, крупные и не очень, привязанные к основным торговым путям. Налицо были все социальные признаки колонии — узкая эмигрантская элита, поддерживавшая тесные связи с метрополией, и многочисленное недовольное население другой этнической группы и иной веры.
Развитие торговли шло и в западном Средиземноморье. Посланцы итальянских городов-государств посещали и осваивали большие острова, крупные города Северной Африки, небольшие прибрежные города Пиренейского полуострова. Со временем они вышли за пределы Средиземноморья. Первое зафиксированное в письменных источниках плавание генуэзских кораблей через Атлантику в порты Северной Европы относится к 1277—1278 годам. Венецианцы последовали их примеру лишь в начале XIV века, но после 1325 года их караваны ежегодно проходили через проливы Гибралтара.

Британский историк Джон Норвич в «Истории венецианской республики» сообщает:
(Крит и Кипр) вместе с частью Мореи прославились производством сладкого, крепкого вина, известного как мальвазия (по названию порта Монемвазия, откуда по большей части его вывозили), которое с такой охотой поглощали англичане и их соседи из стран Северной Европы (то есть, в первую очередь Фландрия). В 1330-х годах появился некоторый постоянный стандарт для этого вина, и венецианские купеческие галеры везли его в Англию, где меняли на английскую шерсть… Ее везли во Фландрию, где взамен шерсти грузили на суда кипы одежды фламандского производства — отличного качества шерстяные плащи и платья, продавать которые можно было по всей Европе и даже в Леванте. Этот торговый треугольник приносил такую прибыль, что в 1349 году его национализировали и превратили в государственную монополию.

## Эволюция

### От первой колонии к наибольшему расширению
Весной 1000 года Венеция, договорившись с другими прибрежными городами, возглавила объединённый флот против пиратов и победила их в День Вознесения Христова, захватив в плен 40 знатных славян. В результате славяне вынуждены были отказаться от взимания дани с Венеции, а Венеция получила часть далматинского побережья — источник камня, древесины и продовольствия. Это территория стала первой колонией Венеции.
Заморская экспансия Венецианской республики началась около 1000 года с завоевания Далмации и достигла своего пика в Четвертом крестовом походе, а именно с приобретением ровно ⅜ территории Византийской империи во владение Венеции, которое отразилось и в новом титуле венецианских дожей — «Dominator quartae et dimidiae partis totius Romaniae» (что означало «Владыка полуторачетвертной доли всей Романии»).

### Участие в крестовых походах и основании Латинской империи
Появление владений Венеции в Восточном Средиземноморье и Черноморье неразрывно связано с крестовыми походами.
Без судов венецианцев не обходятся попытки создания крестоносных государств, как например в 1097–1098 гг. в Антиохии и в 1099 г. — в Латакии. В 1082 году венецианцы создали свой особый квартал в Константинополе, а в следующем столетии их примеру последовали соперники. Перед Венецией большие возможности для территориальной экспансии открылись в 1204 году. До 1204 Адриатическая республика довольствовалась влиянием на далматинском побережье.
В 1204 году франкские рыцари-крестоносцы, опираясь на поддержку венецианского флота, взяли приступом Константинополь.
Эпоха Латинской империи после 1204 года (см. IV крестовый поход) является временем наибольшего расширения её заморских владений.
После разгрома Византии Венеция завладела лучшей частью земель поверженной империи. По условиям договора с крестоносцами ей отошло три четверти военной добычи с города Константинополя и империи, право назначить половину членов комиссии для избрания нового императора Латинской империи и три восьмых от завоеванных земель, а также право свободной торговли в имперских владениях, при этом Геную и Пизу таких прав лишили.
Отныне дож Венеции носил титул «господина трех восьмых [буквально - "четверти и половины четверти"] всея Римской империи». Военная и политическая реальность сложилась таким образом, что венецианцы так и не получили обещанного сполна, но территории в Эгейском море к ним отошли, отчасти в качестве прямых доминионов, отчасти — как владения венецианских вассалов.
В самом Константинополе венецианский дож Энрико Дандоло потребовал целый район, окружавший храм Святой Софии, и земли патриарха, раскинувшиеся до бухты Золотого Рога. Венеции также отошли территории, дававшие ей власть над Средиземноморьем — непрерывная цепь портов, начинавшихся от лагуны и доходивших до Чёрного моря, включая западное побережье континентальной Греции, Ионические острова, весь Пелопоннес, Эвбею, Наксос и Андрос, Галлиполи, Фракийское побережье, город Адрианополь и, наконец, после непродолжительных переговоров с предводителем IV крестового похода Бонифацием, крайне важный остров Крит.
Крит был крупнейшим из территориальных владений Венеции, приобретенных в результате падения Константинополя, в период, когда равновесие между латинянами и греками удерживалось посредством переговоров и военных действий.
В 1207 году на островах Эгейского моря венецианцы основали герцогство Архипелага (или Наксосское герцогство).

### Ближний Восток: присутствие в государствах крестоносцев, победа над Генуей
В 1257 году в ходе войны святого Саввы венецианцы вытеснили из Восточного Средиземноморья своих торговых соперников — генуэзцев.

### Остатки влияния в Черноморье после падения Латинской империи
После 1261 года, с восстановлением Византии при поддержке Генуи (см. Нимфейский договор), в черноморском бассейне Венецианская республика оказалась намного слабее Генуи. Если Генуя располагала в Черноморском бассейне целой сетью факторий, опиравшихся на такие мощные города, как Каффа (Феодосия), Солдайя (Судак), Пера на Босфоре, то Венеция имела лишь 2 значительные фактории — в Тане и Трапезунде.
В 1265 году Михаил VIII Палеолог, император возрождённой Византии, опасаясь чрезмерного усиления Генуи, вернул венецианцам часть прав, разрешив их кораблям доступ в Чёрное море.
Венеция стойко, несмотря на явные убытки от ведения торговли в Тане в отдельные периоды, ухудшение торговой конъюнктуры и сокращение притока туда товаров, стремилась удержаться там, а Генуя, напротив, всеми силами добивалась того, чтобы лишить венецианцев доступа в Азовское море, связать Адриатическую республику запретами осуществлять навигацию своих судов в Тану, хотя бы на небольшие (пятилетние) сроки.

### Уход с Ближнего Востока после ударов мамлюкского Египта, аннексия Кипра
В XIII-XIV вв. под ударами мамлюкского султаната Египта венецианцы теряют свои восточносредиземноморские владения: в государствах крестоносцев (княжество Антиохии, графство Триполи, Иерусалимское королевство) — после их падения в конце XIII века; в армянской Киликии — после её захвата мамлюкским Египтом в конце XIV века.
В 1489 году Венеция захватила Кипр (Кипрское королевство), который с 1426 года находился в вассальной зависимости от мамлюкского Египта (см. Венецианский Кипр).

### Упадок после ударов Османской империи
Восемь турецко-венецианских войн в XV—XVIII веках в конечном счёте истощили силы и привели Венецианскую республику к упадку.
Между первой и второй турецко-венецианской войнами произошло падение Константинополя в 1453 году и повторное, окончательное крушение Византии. Венеция не пришла к Византийской империи на помощь, полагая, что с Османской империей будет легче достичь торгового соглашения, если не помогать грекам. Но в течение более 250 лет после этого Венеции пришлось воевать с турками.
В конце XV с приходом османов в Северное Причерноморье западные европейцы (как генуэзцы, так и венецианцы) окончательно выдавливаются из Чёрного моря. После второй, третьей и четвёртой турецко-венецианской войн Адриатическая республика постепенно теряла как материковые, так и островные территории Греции.
В ходе Кипрской войны 1570-1573 гг. (пятая турецко-венецианская война) османы отбирают последние владения западных европейцев (в первую очередь венецианцев) на Кипре.
После изнурительной Критской войны 1645-1669 гг. (шестая война) венецианцы уступили османам остров Крит.
В ходе дальнейшего османо-венецианского противостояния (седьмая и восьмая турецко-венецианские или первая и вторая морейские войны) утрачены многие другие территории материковой Греции, но Адриатическая республика удерживала свою власть над Истрией, Далмацией, Корфу и Ионическими островами (Ионические острова под властью Венеции), вплоть до 1797 года.